# Białobożnica (gmina)
Białobożnica – dawna gmina wiejska w powiecie czortkowskim województwa tarnopolskiego II Rzeczypospolitej. Siedzibą gminy była Białobożnica.
Gminę utworzono 1 sierpnia 1934 r. w ramach reformy na podstawie ustawy scaleniowej z dotychczasowych gmin wiejskich: Białobożnica, Biały Potok, Byczkowce, Kalinowszczyzna, Rydoduby i Siemakowce.
Od września 1939 do lipca 1941 gmina znajdowała się pod okupacją ZSRR, a 1 sierpnia 1941 weszła w skład Generalnego Gubernatorstwa i nowo utworzonego dystryktu Galicja. Gmina przynależała odtąd do powiatu czortkowskiego (Kreishauptmannschaft Czortków). Przyłączono do niej wówczas obszar zlikwidowanej gminy Kosów (gromady Kosów, Romaszówka, Skomorosze i Zwiniacz wraz z nowo wyodrębnioną gromadą Chomiakówka), a także gromadę Skorodyńce ze zlikwidowanej gminy Biała, po czym gmina Białobożnica liczyła 14482 mieszkańców.
Po II wojnie światowej obszar gminy znalazł się w ZSRR.